# Frédy Girardet

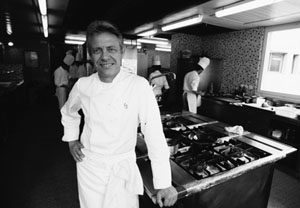
Erling Mandelmann: Frédy Girardet (1982)

Frédy Girardet in den 1990er-Jahren

Frédy Girardet (1994)

Frédy Girardet (* 17. November 1936 in Lausanne) ist ein Schweizer Koch. Sein Restaurant Girardet, das er 1971 in seiner Heimatstadt Crissier eröffnet hat, wurde mit drei Michelinsternen ausgezeichnet.

## Leben
Sein Vater Benjamin Girardet hatte viele Jahre im Hôtel Central Bellevue in Lausanne gekocht und eröffnete dann ein Bistro in Crissier. Frédy Girardet wurde im Restaurant Le Grand Chêne ausgebildet, strebte jedoch zunächst eine Athleten-Karriere an. Dann hatte er ein Schlüsselerlebnis im Burgunder Restaurant von Pierre Troisgros, das ihn überzeugte, Koch zu werden. Als sein Vater mit 56 Jahren unerwartet starb, übernahm er dessen Bistro. 1971 eröffnete er ein Restaurant, das er Girardet nannte. 1979 wurde es mit drei Michelinsternen ausgezeichnet.
Dort begann Girardet mit klassischer französischer Küche, die er innovativ und zum Leichten hin verfeinerte und damit gemeinsam mit anderen Zeitgenossen den Stil der Nouvelle Cuisine entwickelte. Girardet wurde von Gault-Millau der Titel Koch des Jahrhunderts verliehen, den weltweit nur drei weitere Köche tragen (Paul Bocuse, Joël Robuchon und Eckart Witzigmann). Zu Girardets Schülern gehörten unter anderen Benoît Violier und Léa Linster.
1996 verkaufte Girardet das Restaurant an Philippe Rochat (1953–2015), der schon seit 1989 sein Küchenchef war.
Das Restaurant trägt heute den Namen L'Hôtel de Ville und wird weiter mit drei Sternen ausgezeichnet, seit 2016 unter Franck Giovannini.

## Auszeichnungen
- 1979–1996: Drei Michelinsterne[2]
- 2006: Eckart Witzigmann Preis für sein Lebenswerk[4]

## Publikationen
- La Cuisine spontanée – Les recettes originales de Girardet. R. Laffont, Paris 1982, ISBN 2221009134
- Émotions gourmandes. Favre, Lausanne 2000, ISBN 2828905691